# مایکل لینچ (دوچرخه‌سوار)
مایکل لینچ (انگلیسی: Michael Lynch؛ زادهٔ ۱۲ آوریل ۱۹۶۳) دوچرخه‌سوار اهل استرالیا است. وی در بازی‌های المپیک تابستانی ۱۹۸۴ شرکت کرده است.